# Lac Kapibouska
L'ancien lac Kapibouska existait artificiellement par un renflement de la rivière des Envies, dans la ville de Saint-Tite, dans la MRC Mékinac, en Mauricie, au Québec, au Canada.

## Géographie
Le lac Kapibouska était situé au sud-ouest de la ville de Saint-Tite, entre la rue du moulin actuelle et le pont chemin « Haut-du-Lac nord » sur la rivière des Envies. La distance actuelle entre ce dernier pont et le pont de la rue Le Bourdais est de 3 km (en ligne directe). Les chemins « Haut du lac Nord » et « Haut du lac Sud » faisaient le contour de ce lac. Ces deux chemins en parallèle sont généralement distancés entre 0,4 km à 0,7 km. Tandis que la distance entre le pont Le Bourdais et celui enjambant la « Petite Mékinac du Nord » est de 3,8 km (en ligne directe). En somme, le lac comportait une forme très allongée, avec une courbe menant au pont de la rue du Moulin, où le relief amenait un fort rétrécissement du cours d'eau.
Il est possible que le lac s'étendait plus au sud de la rue du Moulin, soit jusqu'aux environs du pont du chemin de fer, enjambant la rivière des Envies, à cause d'autres digues de castors en aval. En se référant au relief d'aujourd'hui, la délimitation de cet ancien lac Kapibouska est difficile à préciser, notamment à cause de remblais érigés au cours de l'histoire pour agrandir les terrains des particuliers, des entreprises ou pour y aménager des routes ou des ponts. De plus, le nivellement des terres agricoles a modifié le relief par endroits.
Jusqu'à la fin du XIXe siècle, une série de barrages de castors conservait le niveau de ce réservoir. Plusieurs colonies de castors y maintenaient leurs habitats. À la suite de la colonisation du secteur, à partir de 1833, ces castors ont été victimes d'une chasse intensive pour leur fourrure et aussi à cause des dommages qu'ils causaient. Avec le déclin de la population de castors, les habitants de Saint-Tite ont détruit progressivement (et parfois par corvées publiques) ces barrages de castors, vers la fin du XIXe siècle.
Lors des crues printanières, le lac Kapibouska provoquait des inondations parfois destructrices pour les bâtiments environnants, les routes, l'agriculture et les empilages de bois. Ces barrages interféraient à la descente des billots de bois qui flottaient sur la rivière entre les lieux de coupe et les moulins à scie ; ils requéraient davantage d'activités des draveurs ou des cageux. Toutefois, le contrôle du niveau de ce réservoir permettait aux habitants de se transporter sur le lac (et sur un petit segment des tributaires) en embarcations, sur des cages de bois ou en radeaux. Le lac favorisait aussi les routes de glace sur la rivière pour relier Saint-Stanislas (Les Chenaux), avant l'aménagement de routes carrossables.

## Toponymie
Le toponyme « Kapibouska » provient d'un terme algonquin qui signifie « Là où il y a des roseaux ». 

## Histoire
La mission Saint-Juste-de-Kapibouska a été établie en 1851 aux alentours du lac Kapibouska, soit sur le site de la ville actuelle de Saint-Tite. Lors de la fondation canonique en 1859, l'évêque du diocèse de Trois-Rivières a retenu le toponyme Saint-Tite. Tandis que l'érection civile de la municipalité de paroisse date de 1863. La paroisse a été nommée ainsi en l'honneur de Tite, apôtre, compagnon de Paul et évêque de Cnossos.